# Ричард Доусон
Ричард Доусон (англ. Richard Dawson; 20 ноября 1932, Госпорт — 2 июня 2012, Лос-Анджелес) — американский актёр британского происхождения, комик, шоумен. Он известен своей ролью Питера Ньюкерка в кинофильме «Герои Хогана». Он был первоначальным ведущим популярного в США шоу «Семейная вражда» (российский аналог — «Сто к одному»).

## Биография
Доусон родился в Госпорте, графства Хэмпшир в Великобритании под именем Colin Lionel Emm. Его отец — американец, а мать англичанка. Сразу после окончания Второй мировой войны в возрасте 14 лет он убежал из дома для того, чтобы попасть в торговый флот, где он начал карьеру боксёра. Позже он начал карьеру комедийного актёра под сценическим именем Дики Доусон до взросления, когда он стал известным как Ричард Доусон. Съёмка в фильме «Бегущий человек», по роману Стивена Кинга, в котором также снялся Арнольд Шварценеггер, принесла Доусону премию «Сатурн», вручаемую Академией научной фантастики, фэнтези и фильмов ужасов США.
В возрасте 79 лет он умер от осложнений, развившихся при раке пищевода, которым он страдал. Смерть наступила в медицинском центре имени Рональда Рейгана.

## Личная жизнь
Первой женой Ричарда с 1959 по 1966 год была английская актриса Диана Дорс с которой у него двое детей Марк (р. 1960) и Джери (р. 1962). Во втором браке с Гретчен Джонсон у актёра родилась дочь Шеннон (р. 1990).